# 9M133 Kornet
9M133 Kornet (kod NATO: AT-14 Spriggan) – rosyjski przeciwpancerny pocisk rakietowy kierowany laserowo. Broń została opracowana w 1994 roku przez KBP Tuła jako następca systemu 9K113 Konkurs.
Pociski 9M133 mogą być odpalane z wyrzutni przenośnych, jak i montowanych na pojazdach (np. transporterach opancerzonych).